# マルグリット・ド・ブルボン (ナバラ王妃)
マルグリット・ド・ブルボン（フランス語：Marguerite de Bourbon, 1217年ごろ - 1256年4月12日）は、ナバラ王テオバルド1世の3番目の妃。夫の死後、息子テオバルド2世の名の下で3年間摂政としてナバラ王国とシャンパーニュ伯領の統治を行った。

## 生涯
マルグリットはダンピエール家のブルボン領主アルシャンボー8世の長女である。母アリックス・ド・フォレはフォレ伯ギーニュ3世の娘で父の最初の妃であった。また、父アルシャンボー8世はシャンパーニュ伯ティボー4世（後のナバラ王テオバルド1世）の軍司令官を務めていた。
1232年9月12日、15歳のマルグリットは妃を亡くしたばかりの32歳のシャンパーニュ伯ティボー4世の3番目の妃となった。ティボー4世の最初の妃ジェルトリュード・デギサイムとは離婚しジェルトリュードもすでに死去していた。2番目の妃アニェス・ド・ボジューは1女ブランシュを残し死去していた。2人の結婚は、年齢差が大きかった2つのシャンパーニュ伯の結婚のうちの1つで、もう1つはシャンパーニュ伯アンリ1世とマリー・ド・フランスの結婚であった。マルグリットは持参金として広大な領地をもたらしたが、結婚契約の内容は通常とは異なり、結婚後9年以内に子女なく死去した場合は案分された部分のみが父親に返還され、9年が経過した後に死去した場合は何も返還されないことが規定されていた。ただしこの結婚がティボー4世の最初の結婚のように解消された場合のみ、全てが返還されることとなっていた。
結婚生活は20年続き、その間にマルグリットは7子を産んだ。1234年、夫ティボー4世は母方の伯父サンチョ7世よりナバラ王位を継承しナバラ王テオバルド1世となり、マルグリットはナバラ王妃となった。王妃としてのマルグリットの生活についてはほとんど知られておらず、比較的目立たないものであったようである。1253年に夫が死去し、これによりマルグリットが注目されるようになる。このとき息子テオバルド2世は14歳であったが、ナバラ王国の法律では王が支配権を握るには21歳以上である必要があった。このため、マルグリットはすぐに王国の継承の危機に対処しなければならなかった。シャンパーニュ伯でもあった夫テオバルド1世は王位を継承した後はほとんどの時間をナバラに滞在していたが、王国の貴族らはその息子テオバルド2世を王として受け入れようとはしなかった。マルグリットはテオバルド2世と共に首都パンプローナを訪れ、隣接するアラゴン王国と同盟を結ぶことにより公然とした反逆の発生を防いだ。またマルグリットは、夫テオバルド1世とテンプル騎士団との長年の対立をも夫から引き継いだ。テンプル騎士団はテオバルド1世が承認しなかったにもかかわらず、シャンパーニュで多くの領地を買い入れていた。マルグリットはテンプル騎士団がシャンパーニュ伯領内でこれ以上領地を手に入れることを断固として禁止した。
1254年、テオバルド2世は自身とフランス王ルイ9世の娘イザベルとの結婚を整えるようマルグリットを説得した。テオバルド2世は1256年に成年に達したため、マルグリットは摂政位を降り、7つの城（伯領の収入の3分の1に相当する）からなる広大な寡婦領に引退して残りの人生をそこで過ごした。マルグリットはプロヴァンで死去し、フラヴィニー＝シュル＝オズランのサン・ジョゼフ・ド・クレルヴァル修道院に埋葬された。

## 子女
- レオノール（1233年 - 1235年） - 早世[5]
- テオバルド2世（1238年頃 - 1270年） - ナバラ王[5]
- ベアトリス（1242年頃 - 1295年） - ブルゴーニュ公ユーグ4世と結婚[5]
- ペドロ（1242年 - 1265年）[5]
- マルガリータ（1243年 - 1306年） - 1255年にロレーヌ公フェリー3世と結婚[5]
- エンリケ1世（1244年頃 - 1274年） - ナバラ王、ブランシュ・ダルトワと結婚[5]